# Sporting Clube de Portugal
Cet article concerne la section football masculine du club. Pour les autres sections, voir Sporting Clube de Portugal (omnisports).
Maillots
Actualités
Le Sporting Clube de Portugal, appelé aussi Sporting, est un club de football portugais fondé le 1er juillet 1906 à Lisbonne. C’est la section football du club omnisports qui porte le même nom. Cette dernière est parfois incorrectement dénommé Sporting Lisbonne par les médias hors de la sphère lusophone. Le club présidé par Frederico Varandas  évoluant en 1re division portugaise.
Le Sporting est l'un des trois « grands » clubs De L'histoire du football du Portugal avec ses rivaux du Benfica Lisbonne et du FC Porto. Membre fondateur de la Ligue Nationale en 1934, il n'a jamais quitté la première division. Les joueurs du club jouent en vert et blanc et sont surnommés les Leões (lions), leurs supporters sont appelés les sportinguistas. L'hymne du club, A Marcha do Sporting, a été écrit en 1955. C'est également le troisième club portugais en nombre de titres nationaux.
Le club connait sa plus grande période de gloire dans les années 1940 et 1950, mené notamment par le quintet des cinco violinos (cinq violons) composé d'Albano Pereira, Fernando Peyroteo, Jesus Correia, Manuel Vasques et José Travassos, ses succès sont moins marquants ensuite, éclipsés par ses rivaux dans des périodes de domination de Benfica ou du FC Porto dans lesquelles le Sporting remportera tout de même quelques titres. Il est de retour au sommet du football portugais dans les années 2020, remportant notamment trois titres de champion du Portugal dans cette décennie. C'est également son rôle de club formateur, l'un des meilleurs d'Europe, ayant notamment formé deux ballons d'or, Luís Figo et Cristiano Ronaldo, et de très nombreux joueurs de la sélection portugaise qui le fait briller internationalement aujourd'hui. Lors de la finale de l'Euro 2016 remportée par le Portugal, 10 des 14 joueurs ayant joué la rencontre étaient formés au club.

## Généralités
Le Sporting Clube de Portugal est un club omnisports. En effet, on ne compte plus les trophées nationaux et internationaux remportés en athlétisme, hockey sur patins, handball, football en salle (futsal), tennis de table, natation, cyclisme, etc. La discipline sportive la plus populaire reste cependant le football. Le club présidé par Frederico varandas évolue en Primeira Liga. Il est l’un des membres fondateurs du championnat national en 1934.
Son principal rival en football est son voisin lisboète du SL Benfica (derby de Lisbonne). Il entretient également une grande rivalité avec le FC Porto (rencontre entre les Dragons du FC Porto et les Lions du Sporting), le principal club de l'autre grande ville du pays.
Le Sporting CP est souvent considéré comme l’un des meilleurs clubs d’Europe pour leurs dépisteurs et a vu naître les plus grandes étoiles portugaises depuis les années 1980 : Paulo Futre, Luís Figo, Ricardo Quaresma, Simão Sabrosa, Hugo Viana, Cristiano Ronaldo, Miguel Veloso, João Moutinho, Nani, Rui Patrício. Son centre de formation, réputé comme étant l'un des meilleurs d’Europe, compte beaucoup de joueurs évoluant ou ayant évolué en Europe à l'image de William Carvalho, Cédric Soares, Adrien Silva, Eric Dier, Ricardo Esgaio, Carlos Mané, Iuri Medeiros, João Mário, Gelson Martins, Nuno Mendes (PSG), João Palhinha, Matheus Nunes, Jovane Cabral, Gonçalo Inacio, etc. En 2019, il était le 3ème club européen ayant des joueurs de sa formation évoluant en Europe. (63 joueurs), juste derrière le Partizan Belgrade (75 joueurs) et l'Ajax d'Amsterdam (72 joueurs). Il était l'emblème portugais le plus représenté dans les championnats du Big 5.
Eusébio, la légende du football portugais, faisait également partie d’une filiale du Sporting CP en Afrique orientale portugaise (aujourd'hui Mozambique) avant d’être arraché par le SL Benfica. Cet épisode a contribué à amplifier la grande rivalité entre les deux grands clubs de Lisbonne.
Le Sporting Clube de Portugal est également le troisième club omnisports au monde à détenir le plus grand nombre de trophées continentaux (25) dans divers sports collectifs (football, handball, rink-hockey, futsal, etc.) derrière le FC Barcelone (93) et le Real Madrid (36).

## Histoire du club

### L'avant Sporting

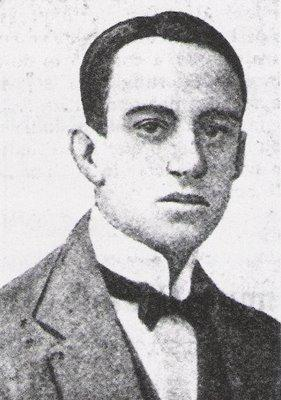
José de Alvalade.

Tout débuta par un idéal de jeunesse dans les années troubles du Portugal du début du XXe siècle lorsqu'un groupe de jeunes à Belas (banlieue de Lisbonne) décida de créer un club de football à Seteias ; un club de football mixte intégrant à la fois fêtes populaires, organisations de vacances pour la jeunesse dorée de la royauté portugaise et pratique du football.
Les origines du Sporting Clube de Portugal prennent corps dans une idée de jeunesse partagée entre deux frères : Francisco et José Maria Gavazzo qui fondent le Belas Football Clube en 1902. En deux ans, ce club ne réalise qu'un seul match (face au Sport Lisboa qui deviendra plus tard le SL Benfica) et certains des fondateurs décident de fonder un autre club : le Campo Grande Futebol Clube. À l'instar du Belas Football Clube, le Campo Grande Futebol Clube ne réalise aucun match de football, préférant les fêtes populaires, l'organisation de pique nique, ou les bals populaires et aristocratiques.
Lors d'une assemblée générale du 13 avril 1906 et face à ce constat d'échec flagrant dans la pratique de ce nouveau sport qu'était le football pour l'époque, cinq membres du club décident de fonder un nouveau club orienté exclusivement vers la pratique du football. Un de ces cinq membres, José Alvalade, sollicita l'aide financière de son grand-père, le Vicomte d'Alvalade et du Dr Alfredo Augusto das Neves Holtreman, pour son projet. Le grand-père accepta la sollicitation de son petit-fils et mit à disposition des terrains afin qu'on y puisse jouer au football. Les fondations du Sporting CP venaient d'être établies.

### Fondation

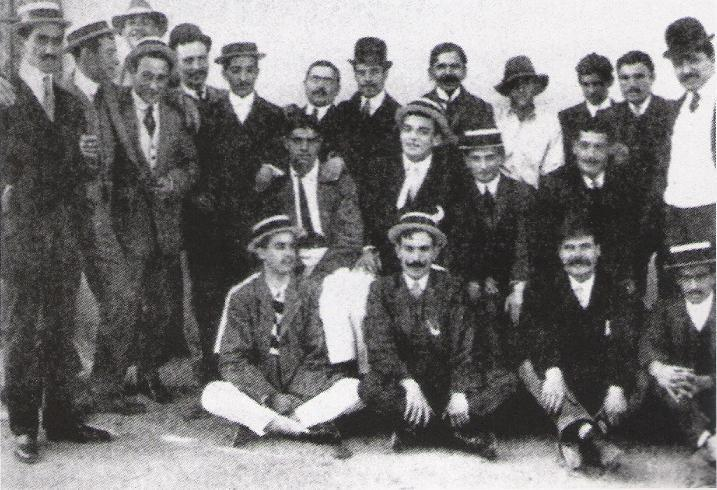
Les fondateurs du Sporting CP.

Le 8 mai 1906, les dix membres fondateurs (José Alvalade, José Maria Gavazzo, Frederico Seguro Ferreira, Alfredo Augusto das Neves Holtreman, Fernando Soares Cardoso Barbosa, José Stromp, Henrique Almeida, Leite Júnior, João H. Scarlett, Francisco Quintela Mendonça et Alfredo Botelho) réalisent une assemblée générale dans l'objectif d'élire la direction du club. C'est le Vicomte d'Alvalade et le Docteur Alfredo Augusto das Neves Holtreman qui sont élus présidents directeurs, compte tenu de l'aide financière et matérielle qu'ils apportèrent.
Le Vicomte d'Alvalade, dont la direction dura jusqu'en 1910, affirma alors dans son discours d'intronisation qu'il voulait constituer un grand club, parmi les plus grands d'Europe. Le 1er juillet 1910, par suggestion de Felix da Costa Junior, l'assemblée générale décida d'opter pour nom, celui de Sporting Clube de Portugal.
L'histoire de ce club retiendra la date du 1er juillet 1906 comme date fondatrice du Sporting Clube du Portugal.

### Débuts
Ce fut le 3 février 1907 que le Sporting réalisa son premier match de football officiel ; match perdu 5 à 1 contre le club de Cruz Negra.
Le 1er décembre 1907, le Sporting réalise son premier derby contre l'éternel rival le Sport Lisboa (qui deviendra plus tard SL Benfica mieux connu sous le nom de Benfica) ; derby gagné par le Sporting 2 à 1. Le Sporting avait à l'époque les meilleures installations sportives pour pratiquer le football de tout le Portugal qu'il inaugura le 4 juin 1907.
L'année 1907-1908 consacre le Sporting comme vice-champion régional.
En 1910, José Alvalade prend la succession de son grand-père à la tête du Sporting Clube de Portugal. En 1912, 1913, 1914, le Sporting gagne le championnat de football de Lisbonne dans la quatrième catégorie.
En 1915, le Sporting gagne le championnat de football de Lisbonne dans la catégorie d'honneur et la coupe d'Honneur en battant le SL Benfica 3 à 1. Il répète ce fait l'année suivante et réussit à gagner 19 fois le championnat de football de Lisbonne ce jusqu'en 1947, année d'extinction de cette épreuve au Portugal.
En 1922, le Sporting gagne une nouvelle fois le championnat de football de Lisbonne et est finaliste vaincu du premier championnat du Portugal. Cependant l'année suivante, porté notamment par son capitaine Francisco Stromp, le Sporting gagne les deux épreuves et obtient le 1er titre de champion du Portugal battant l'Académica de Coimbra à Faro par 3 à 0.

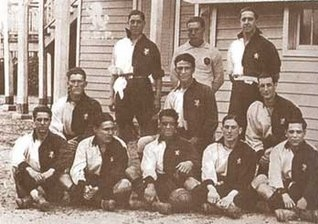
L'équipe du Sporting de 1922/23 : Henrique Portela, Cipriano Santos, Jorge Vieira, José Leandro, Filipe dos Santos, Joaquim Ferreira, Alfredo Torres Pereira, Jaime Gonçalves, Francisco Stromp, João Francisco et Carlos Fernandes (de gauche à droite et de haut en bas).

C'est en 1928 lors d'un séjour au Brésil que le Sporting Club de Portugal va opter pour un équipement à rayure horizontale issu du rugby et notamment de la tenue portée en France au Racing de Paris. En effet, ce changement était stratégique car on avait remarqué que les équipements rayés utilisés au rugby étaient plus frais que ceux unis utilisés pour le football. L'anecdote raconte qu'en octobre 1928 lors d'un derby face au SL Benfica, le Sporting perdait à la mi-temps et changea d'équipement sous l'intense chaleur ce qui le fit gagner le match face au rival de Lisbonne.

### Les années dorées

#### 1940-1960
Le mythique maillot vert et blanc du Sporting Club de Portugal remporta dix titres de champions national du Portugal ainsi que cinq coupes du Portugal dans les décennies 1940 et 1950. Ce fut l'époque des 5 violinos reconnus nationalement et internationalement comme étant une équipe prodigieuse. Leurs cinq joueurs à vocation offensive acquièrent ce surnom des 5 violons (5 violinos) tellement leur entendement sur le terrain était parfait et harmonieux à l'image d'un orchestre jouant en syntonie. Jesus Correia, Manuel Vasques, Fernando Peyroteo, José Travassos, et Albano ont marqué en une seule saison 123 buts dans un championnat à 14 équipes soit une moyenne de 5 buts par match.
José Travassos fut en 1955 le premier joueur du Sporting à porter le maillot de la sélection portugaise face à la Grande-Bretagne à Belfast.

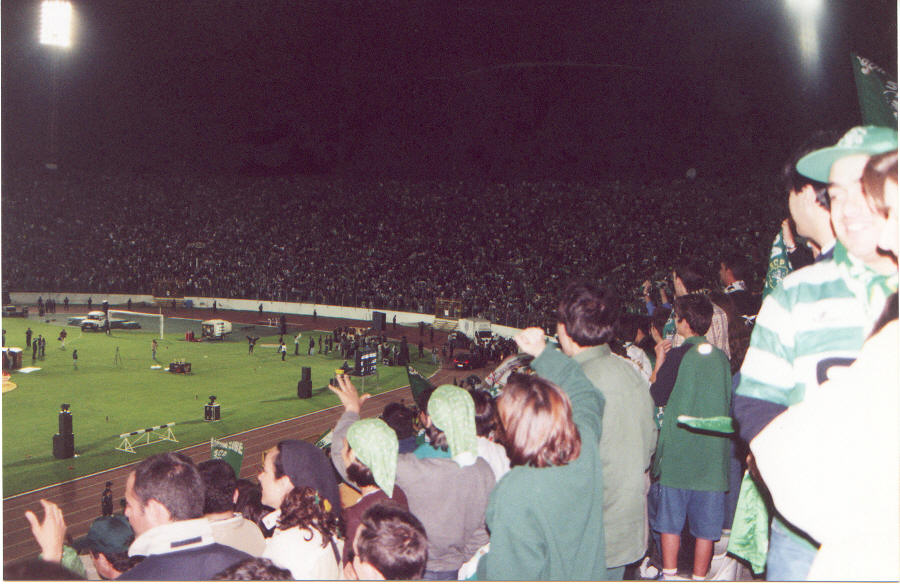
Le stade José Alvalade.

Le 10 juin 1955 est une date unique pour le Sporting : celle de l'inauguration du Estadio José Alvalade (aujourd'hui démoli pour cause de construction du nouveau Estadio José Alvalade XXI).
En 1960, le club est déclaré d'utilité publique par l’État portugais.

#### 1960-1990
Durant les années 1960 et 1970, le Sporting écrase moins le football national, mais remporte tout de même cinq championnats. Il connaîtra surtout une longue traversée du désert entre 1982 et 2000 avec 18 années consécutives sans remporter le titre de champion. En 1999-2000, sous les ordres d'Augusto Inácio, le Sporting renoue enfin avec la récompense nationale suprême, ce qui provoque des scènes de liesse indescriptibles dans tout le pays. Après un début de championnat raté (seulement quatre victoires après les neuf premières journées), le Sporting réalise un championnat quasi parfait, la victoire 2-0 contre le FC Porto grâce à un coup franc d'André Cruz et une grosse frappe de Alberto Acosta étant l'un des tournants de la saison. Peter Schmeichel, Beto, Rui Jorge, César Prates, André Cruz, Pedro Barbosa, Aldo Duscher, Ivone De Franceschi et Alberto Acosta furent une partie des artisans du titre.
Le fait principal du Sporting Clube de Portugal fut la conquête de la Coupe d'Europe des vainqueurs de coupe (C2) contre le club hongrois MTK Budapest (3-3 et 1-0) en 1963-1964, éliminant au passage Manchester United 5 à 0 à Alvalade après avoir été battu 4 à 1 en Angleterre. Le Sporting détient toujours le record de buts marqués en un match dans une compétition européenne de football : 16 à 1 face à l'APOEL Nicosie.

### Depuis les années 2000

#### 2000-2013
Le Sporting est de nouveau sacré champion national en 2001-2002 dans une équipe marquée par les exploits de João Vieira Pinto (meilleur joueur du championnat) et Mário Jardel (Soulier d'or européen avec 42 buts inscrit en championnat) qui formèrent une doublette redoutable et redoutée.
Le Sporting peut également se targuer de deux brillantes campagnes récentes (finaliste de la Coupe de l'UEFA en 2004-2005, demi-finaliste de la Ligue Europa en 2011-2012 en ayant éliminé Manchester City, qui allait être champion d'Angleterre quelques semaines plus tard) dans une confrontation historique.
Ces dernières années, à défaut de fêter un titre de champion, le Sporting a remporté récemment la Coupe du Portugal de football en 2007 et 2008 ainsi que la Supercoupe du Portugal de football les mêmes années. Le Sporting détient le record du plus grand  nombre  de buts encaissés lors d'une éliminatoire en Ligue des champions, face au Bayern Munich : 0-5 à Lisbonne et 7-1 à Munich. Total : 12-1 sur les deux matchs, saison 2008-2009.

#### 2013-2018
Sous l'ère Bruno de Carvalho (2013-2018), le Sporting tente de se refaire une image en misant sur son centre de formation réputé pour être un des meilleurs d'Europe. Une nouvelle équipe compétitive se construit avec de jeunes joueurs prometteurs attirant les convoitises des plus grands clubs européens : William Carvalho, Cédric Soares, Adrien Silva, André Renato Soares Martins, Carlos Mané. Les lions arrivent même à s'offrir Nani pour la saison 2014-2015, prêté par Manchester United Football Club pour une durée d'un an. L'équipe peut également compter sur une attaque des plus robustes, composée du Colombien Fredy Montero (auteur de 16 buts en 2013-2014 et de 10 buts en 2014-2015), de l'Algérien Islam Slimani (25 buts depuis son arrivée en 2013) et de son ailier droit péruvien André Carrillo.
Après cinq années de crise, le Sporting termine la saison 2013-2014 à une très honorable 2e place, derrière son rival Benfica Lisbonne et devant le Futebol Clube do Porto, lui assurant une participation à la Ligue des champions de l'UEFA pour la saison 2014-2015. Malgré un tirage difficile, composé de Chelsea Football Club (Angleterre), FC Schalke 04 (Allemagne) et NK Maribor (Slovénie), le Sporting réalise de très bon matchs. Victime d'une erreur d'arbitrage au match aller contre Schalke 04, le Sporting est condamné à la troisième place avec 7 points (contre 8 pour Schalke), synonyme de qualification en seizième de finale de la Ligue Europa. Le parcours en coupe d'Europe s'achèvera aussitôt contre une autre équipe allemande, le VfL Wolfsbourg. Pourtant promis à une nouvelle fin de saison difficile, le Sporting Clube de Portugal tient tête au Benfica et FC Porto, en particulier en Coupe du Portugal, où les verts et blancs s'offrent une large victoire de 3 buts à 1 contre le FC Porto au Estádio do Dragão, ce qui leur permettra de poursuivre leur parcours jusqu'à la finale où ils seront opposés au Sporting Clube de Braga, tombeur du Benfica. Au terme d'un match très animé, l'équipe du Minho est sur le point de conquérir sa deuxième Coupe du Portugal de son histoire. En supériorité numérique depuis les tout premiers instants de la partie, le SC Braga réussit à marquer deux buts dans la première demi-heure de jeu. Le dernier quart d'heure relancera tous les débats puisque l'équipe de Lisbonne marquera à deux reprises par Slimani (84e) et Montero (90e+2). Les prolongations ne donnent rien et il faut attendre les tirs au but pour voir s'illustrer le gardien de l'équipe nationale et capitaine du Sporting, Rui Patrício, repoussant un tir malgré une blessure au pied. Les deux tirs suivants seront également manqués par l'équipe de Braga et la victoire définitivement acquise par le Sporting Clube de Portugal, remportant ainsi sa seizième Coupe du Portugal, à égalité avec le FC Porto.
En championnat, le Sporting termine sa saison à la troisième place derrière le Benfica et le FC Porto, synonyme de qualification en barrages de la Ligue des Champions.

#### La crise de 2018
L'année 2018 marque un tournant dans l'histoire récente du Sporting. Le point de départ est une défaite, le 5 avril 2018, contre l'Atlético Madrid en Ligue Europa (2-0) à la suite de laquelle le Président Bruno de Carvalho s'en prend vivement à ses joueurs qu'il ne juge pas à la hauteur. Ces derniers décident de lui répondre sur les réseaux sociaux par l'intermédiaire d'un communiqué publié par le capitaine Rui Patrício. De Carvalho décide alors de suspendre les 19 joueurs qui ont publié ou partagé ce communiqué.
Plusieurs semaines plus tard, le 13 mai 2018, le Sporting perd un match capital pour la qualification à la prochaine Ligue des Champions face au Marítimo (2-1). Cette défaite de trop pousse un groupe d'une cinquantaine de supporters cagoulés à s'introduire au centre d'entraînement et à agresser certains joueurs ainsi que des membres du staff technique. C'est dans ce climat que le Sporting joue sa finale de Coupe du Portugal face au CD Aves, les hommes entraînés par Jorge Jesus s'inclinent finalement 2-1.
La crise se poursuit lorsque plusieurs joueurs envoient des lettres de résiliation officielle à la Fédération Portugaise de Football, à la Ligue de Football Professionnelle portugaise et au syndicat des joueurs professionnels portugais. C'est ainsi que des éléments importants du club résilient leurs contrats, on trouve notamment Rui Patrício, William Carvalho, Bas Dost ou encore Gelson Martins. C'est un coup dur pour la formation lisboète qui voit disparaître des éléments à forte valeur marchande et donc un manque un gagner de plusieurs centaines de millions d'euros. Les actionnaires furieux agissent en organisant une assemblée générale qui aboutit à la destitution du Président Bruno de Carvalho.

### Les années 2020

#### 2021: le titre de champion du Portugal, dix-neuf ans après
Le 11 mai 2021, dix-neuf ans après avoir gagné leur dernier titre de champion du Portugal, les Lions remportent le championnat de la saison 2020-2021, avec un bilan de 26 victoires, 7 nuls et 1 défaite (un record pour le club).

## Organisation de la structure du club
L'année 1996 écrit une nouvelle page de l'Histoire du Sporting Clube de Portugal qui va s'inscrire dans un projet de modernisation du club. Le président du club (José Roquette) aidé par des membres influents de la direction (Miguel Galvão Teles, Dias Da Cunha, Ernesto Ferreira da Silva) modifient les statuts du club afin de le transformer en société anonyme sportive (dénommé SAD au Portugal) cotée à la bourse de Lisbonne.
Des nouvelles mesures sont adoptées pour encourager la transparence dans les transferts, dans les affaires du club. Un projet ambitieux de nouveau stade (Estádio José Alvalade XXI) ainsi qu'un complexe commercial à l'intérieur du stade, et la création d'un centre de formation haut de gamme sont lancés, et ce, bien avant que le Portugal accueille l'évènement de l'Euro 2004, ce qui signifie que le Sporting avait budgétisé son projet avant tout le monde et sans aide de l'État portugais. Sur ce plan, le Sporting Clube de Portugal fut pionnier au Portugal dans l'entrée vers une nouvelle ère du club, avec des projets cohérents et financés.
Ce projet, nommé Roquette axe l'avenir du club sur trois objectifs :
- Sportif, avec la rationalisation et l'optimisation des ressources humaines du club.
- Financier, avec un complexe commercial, des partenariats bancaires.
- Organisation moderne du club.

L'année 2002 marque l'entrée en fonctionnement de l'Académie de formation de joueurs du Sporting Clube de Portugal, à Alcochete (Portugal) ; investissement financier énorme qui vise à donner les meilleures conditions aux joueurs pour évoluer vers le milieu professionnel. En effet, 250 mille mètres carrés en surface sont uniquement destinés à la formation de joueurs et l'entraînement de l'équipe première, dans un cadre forestier plaisant.
Le blason du Sporting CP est celui du lion rugissant entouré par trois lettres : S.C.P pour Sporting Clube de Portugal.

## Infrastructures
De 1917 à 1937, le SC Portugal évolue à l'Estádio do Campo Grande, et de 1937 à 1956 à l'Estádio do Lumiar.

### Estadio José Alvalade
Le 10 juin 1956, le Sporting inaugure son stade, le Stade José Alvalade : fait qui marque la dynamique du club et sa capacité à mobiliser ses associés, qui ont redoublé de don d'eux-mêmes et de sacrifice pour que la réalisation de ce stade soit possible. Son nom est celui d'un de ses fondateurs – Alvalade – qui a toujours eu le souci de la qualité des installations sportives de son club. Ce nom fut donné par le socio numéro 1 du club et ami intime d'Alvalade : José Maria Gavazzo.
Ce stade fut l'écrin du Sporting Clube de Portugal pour le football mais aussi le théâtre de concert de nombreuses stars internationales dont : Pink Floyd, Metallica, Michael Jackson, Prince, Genesis, Phil Collins, Tina Turner, U2, The Cure, The Rolling Stones, Depeche Mode, Joe Cocker, Bryan Adams, GNR, David Bowie, Guns N' Roses, AC/DC, Bruce Springsteen, etc.

### Estadio José Alvalade Século XXI (Stade José Alvalade duXXIesiècle)
Les impératifs économiques et les nouvelles infrastructures ont poussé la direction du Sporting à mettre en œuvre le projet d'un nouveau stade pour remplacer l'antique Alvalade de 1956, ce dès 1996 avec le projet du président Roquette. L'organisation de l'Euro 2004 fut l'occasion rêvée pour parachever cette rénovation des infrastructures du Sporting entreprise en 1998.
L'inauguration du Stade José Alvalade XXI a eu lieu le 6 août 2003 à l'occasion d'un match amical contre Manchester United (victoire 3-1 du Sporting grâce à des buts de Luis Filipe et un doublé de João Vieira Pinto). C'est dans ce match que le jeune prodige Cristiano Ronaldo s'est révélé au monde entier. Au retour à Manchester dans l'avion, les joueurs Mancuniens ont demandé à Alex Ferguson de le recruter.
Ce stade a également accueilli la finale de la Coupe de l'UEFA 2005, dont le Sporting était d'ailleurs le finaliste malheureux. Il se compose :
- de 46 212 places assises ;
- de 50 places pour handicapé moteur ;
- de 1 968 places V.I.P et business class ;
- de 204 places pour la presse ;
- de 130 places tribune ;
- de 1 512 places tribunes privilèges.

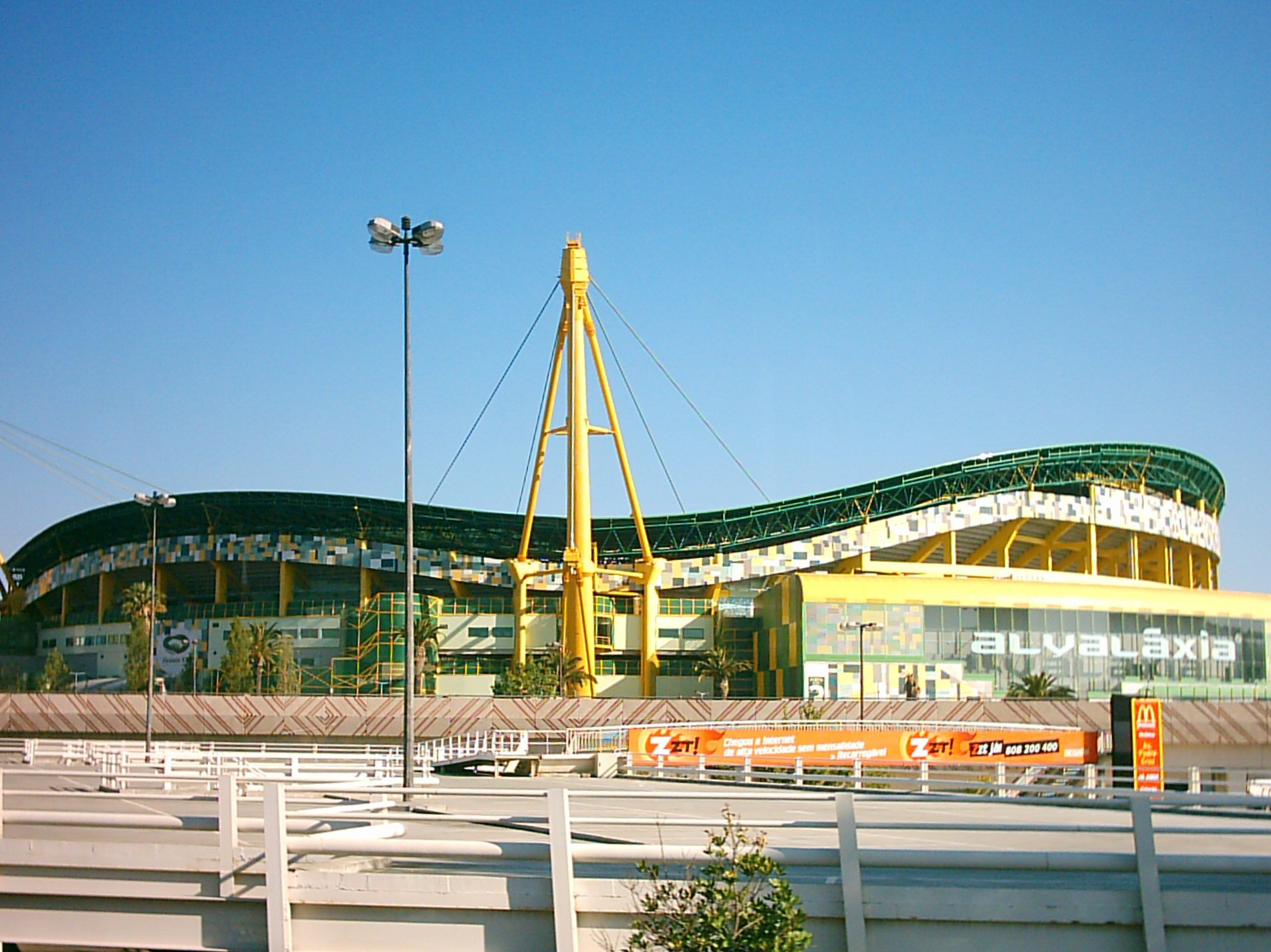
Complexe Alvalade XXI
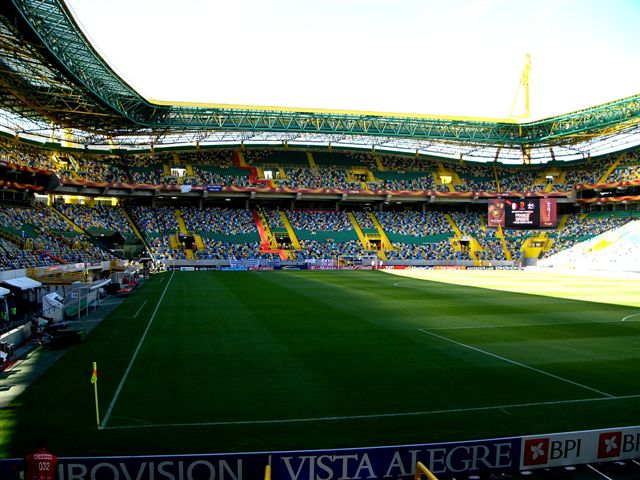
Stade José Alvalade
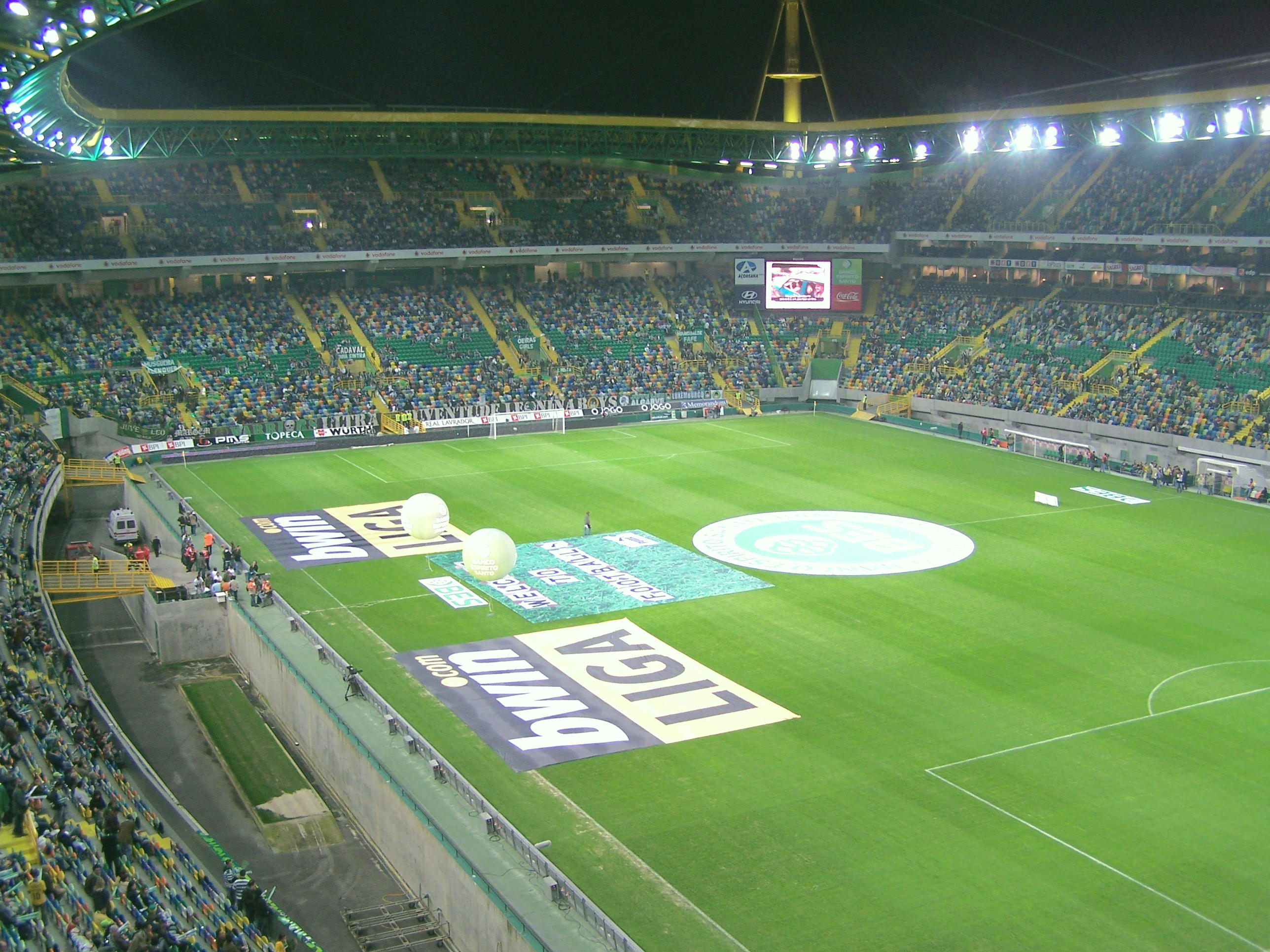
Intérieur du stade José Alvalade

### Centre de formation
À l'instar de tous les clubs modernes, le Sporting Clube de Portugal possède son centre de formation et d'entrainement considéré comme l'un des meilleurs au Monde. Inauguré en 2002, c'est le premier d'une telle taille (250 000 mètres2) et d'une telle qualité au Portugal. C'est une référence européenne, admirée par beaucoup, poussant la très connue chaîne de télévision américaine CNN à y effectuer un reportage en mars 2010. L'Academia est également la première et l'unique à avoir reçu la certification ISO9001:2008. L'académie a, entre autres, été reconnue comme l'une des meilleures du monde par Luiz Felipe Scolari (ancien sélectionneur national du Portugal) et José Pekerman (ancien sélectionneur national de l'Argentine).
Ce centre de formation désigné Academia Cristiano Ronaldo  est situé à Alcochete (Portugal) et est régi par ses principes :
- recruter et sélectionner des joueurs qui révèlent un potentiel pour la pratique du football de haut niveau;
- le recrutement doit respecter des règles d'éthique, de responsabilité, d'intégrité et de transparence;
- l'académie doit prêter son concours médical à tous les joueurs, de manière préventive, curative et à tous les échelons;
- l'académie doit élever le niveau de formation des joueurs, ce au travers d'actions qui développeront leur potentiel personnel et social;
- l'académie s'engage à donner une formation professionnel à tous ses joueurs;
- l'académie s'engage à garantir la bonne exécution des programmes ludo-sportifs.

Sur son site officiel, le Sporting présente sa vision, sa mission et ses valeurs :
- Être reconnu comme le leader mondial de la formation de football.
- Produire des joueurs au plus haut niveau de compétition, capables d'intégrer l'équipe professionnelle du Sporting, promouvant une solide formation, basée sur des valeurs sportives, personnelles et sociales.
- Compétence, Professionnalisme, Esprit d'Équipe, Responsabilité, Éthique et Rigueur.

L'académie du Sporting dispose de cinq terrains (110 × 70 mètres) en herbe, un terrain synthétique de 90 × 70 mètres et une salle couverte en synthétique de 60 × 40 mètres. L'académie du Sporting est équipé de deux gymnases équipés par les plus modernes appareils destinés au développement du physique, piscines hydromassage, centre médical, bain turc, etc.
Le Sporting a déjà remporté plusieurs dizaines de championnats nationaux dans les principales catégories de jeunes (Juniores U-19, Juvenis U-17, Iniciados U-15) et des centaines de trophées toutes catégories confondues. Depuis la création de l'Académie, le Sporting a remporté au moins un championnat majeur à chaque saison, la seule exception fut lors de la saison 2010-2011. Anomalie rectifiée dès la saison suivante (2011-2012) avec un titre national chez les moins de 19 ans, remporté haut la main après avoir terminé avec une grosse avance lors de la phase régulière de la zone Sud, et également premier de la phase finale regroupant les 8 meilleures équipes du pays.

#### Pavilhao Joao Rocha
Le Pavilhão João Rocha, est le gymnase qui accueille les sports en salle du Sporting Clube de Portugal (omnisports), et se situe à côté du Estádio José Alvalade XXI. Son nom est un hommage à l'ancien président du Sporting Clube de Portugal, l'entrepreneur João Rocha, en fonction entre septembre 1973 et octobre 1986 et qui engrangea durant son mandat, plus de 1200 titres nationaux et internationaux dans tous les sports. Son inauguration a eu lieu le 21 juin 2017.
Le gymnase est le plus grand du Portugal, sachant qu'il a 3 000 places réparties sur quatre gradins et qu'il est destiné à accueillir les compétitions de basketball (voir Sporting Clube de Portugal (basket-ball)), de handball (voir Sporting Clube de Portugal (handball)), de futsal, de rink-hockey (voir Sporting Clube de Portugal (rink hockey)) et de volleyball entre autres. Attaché au gymnase, se trouve la nouvelle Loja Verde, l'extension technologique et interactive du Museo Mundo Sporting, avec 400 mètres carrés. Le gymnase est totalement équipé avec des techniques « de pointe ».
Le gymnase inclus également un amphithéâtre, deux salles de presse, un espace de restauration et, à l'extérieur, trois terrains de football baptisés avec les noms de Fernando Peyroteo, Luís Figo et Cristiano Ronaldo. Il existe aussi un retunda de leão (rond-point avec une statue de lion sur un piédestal) sur lequel figure des citations marquantes de la philosophie du club ainsi que le blason du club et le leitmotiv en lettres d'or : Esforço, dedicação, devoção e gloriá. Par ailleurs, il existe aussi un mur dédié aux sócios du club, un buste du président João Rocha, un Walk of fame des anciennes gloires su Sporting CP et un monument évoquant les grandes personnes liées au club.

## Chronologie
- 1906 : Fondation du club sous le nom de Sporting Clube de Portugal.
- 1914 : Il est l’un des membres fondateurs de la Ligue Nationale.
- 1955 : Première participation à une Coupe d'Europe (C1, saison 1955/56)
- 1964 : Première finale gagnée de Coupe d'Europe (C2, saison 1963/64)
- 2002 : Inauguration du nouveau Centre de formation, l'Academia Sporting
- 2003 : Inauguration du nouveau stade, l'Estádio José Alvalade XXI
- 2005 : Deuxième finale disputée en Coupe d'Europe (C3, saison 2004/05)
- 2017 : Inauguration du nouveau gymnase, le Pavilhão João Rocha

## Ambiance
Les tribunes se composent de plusieurs associations de supporters, les principales étant la Juventude Leonina, les Directivo Ultras XXI et la Torcida Verde.
Les supporters
Depuis la saison 2013-2014, tous les groupes Ultras sont de nouveau réunis dans la même tribune (Curva Sul), pour la première fois de l'histoire du nouveau stade. Auparavant, la Juventude Leonina était située Curva Sul tandis que les Directivo Ultras et la Torcida Verde étaient situés de l'autre côté du stade (Curva Norte).
- Juventude Leonina

Le groupe de supporter Juventude Leonina, également connu par les abréviations Juve Leo ou JL76 est le groupe ultras portugais le plus ancien et a été fondé en 1976 par les frères João et Gonçalo Rocha, fils du président du Sporting de l'époque, João dos Anjos Rocha. C'était au départ un groupe d'amis sympathisants pour l'amour envers le club et parce qu'ils avaient tous fréquentés le même collège : São João de Brito à Lisbonne. La Juventude Leonina est un groupe très connu et réputé dans le milieu ultra.
Au départ, ce fut surtout un groupe d'amis dont beaucoup étaient issus du même collège, mais le groupe prit petit à petit de l'importance, et les influences anglaises (hooligans) et italiennes (mouvement ultra) pénétrèrent le groupe au début des années 1980. Ces supporters étaient situés sur l'aile supérieure sud du stade José Alvalade et se distinguèrent par leur organisation : banderole, drapeaux, fumigènes...
À domicile, les Juve Leo sont situés Curva Sul, secteur A14.
La Juventude Leonina se distingue également par un grand nombre de Núcleos (noyaux), aussi bien au Portugal (Amadora, Braga, Coimbra, Leiria, Mafra, Odivelas, Oeiras, Setúbal (pour n'en citer que quelques-uns) qu'à l'étranger (Pays-Bas, Luxembourg, Suisse, France…).
- Directivo Ultras XXI

Fondé le 17 mai 2002 et plus connu sous l'acronyme de DUXXI, il s'agit d'un groupe de supporters composé de membres. Ils sont connus pour leurs chorégraphies et les chants au sein du stade.
- Torcida Verde

L'origine de ce groupe de supporters est brésilienne et on trouve écho de leur création dans les années 1970. Ils étaient tous issus du quartier du Bairro do Rego à Lisbonne et s'appelaient les Vapores do Rego. Sympathisans du Sporting, ils se caractérisaient par leurs moyens de déplacement toujours peints à la couleur du club : le vert (avion, voiture, train).
Le 11 novembre 1984, ces immigrants sud-américains créèrent donc la Torcida Verde pour appuyer leur club de cœur : le Sporting Clube de Portugal.
À l'image des Juve Leo, les Torcida Verde ont également des Núcleos (noyaux) aussi bien au Portugal (Açores, Alentejo, Algarve, Caldas da Rainha, Oeiras, Cascais, Coimbra, Porto, Sintra, Loures, Madère, Marinha Grande, Montijo) qu'à l'étranger (Allemagne, Belgique, Suisse).

## Palmarès
Avec vingt-et-un titres de champion du Portugal, le Sporting est le troisième club le plus titré derrière le Benfica Lisbonne (38) et le FC Porto (30). Il est également le troisième plus titré en Coupe du Portugal avec dix-huit coupes, derrière Benfica (26) et  Porto (20).
| Compétitions nationales | Compétitions internationales |  |
| --- | --- |  |
| - Championnat du Portugal (21) - Champion : 1941, 1944, 1947, 1948, 1949, 1951, 1952, 1953, 1954, 1958, 1962, 1966, 1970, 1974, 1980, 1982, 2000, 2002, 2021, 2024, 2025 - Vice-champion : 1935, 1939, 1940, 1942, 1943, 1945, 1950, 1960, 1961, 1968, 1971, 1977, 1985, 1995, 1997, 2006, 2007, 2008, 2009, 2014, 2016, 2022 - Coupe du Portugal (18) - Vainqueur : 1941, 1945, 1946, 1948, 1954, 1963, 1971, 1973, 1974, 1978, 1982, 1995, 2002, 2007, 2008, 2015, 2019, 2025 - Finaliste : 1952, 1955, 1960, 1970, 1972, 1979, 1987, 1994, 1996, 2000, 2012, 2018, 2024 - Coupe de la Ligue (4) - Vainqueur : 2018, 2019, 2021 et 2022 - Finaliste : 2008, 2009, 2023, 2025 - Supercoupe du Portugal (9) - Vainqueur : 1982, 1987, 1995, 2000, 2002, 2007, 2008, 2015, 2021 - Finaliste : 1980, 2019, 2024, 2025 - Campeonato de Portugal (4) - 1922-1923, 1933-1934, 1935-1936, 1937-1938 | - Coupe d'Europe des vainqueurs de coupes (1) - Vainqueur : 1964 - Coupe UEFA - Finaliste : 2005 - Coupe Intertoto (1) - Vainqueur : 1968 (non officiel) - Coupe Iberica (1) - Vainqueur : 2000 - Coupe Latine - Finaliste : 1949 |  |
| Distinction personnelle | Compétitions régionales |  |
| - Soulier d'or portugais (23) : - Manuel Soeiro : 1935 et 1937 - Fernando Peyroteo : 1938, 1940, 1941, 1946, 1947 et 1949 - Manuel Vasques : 1951 - João Martins : 1954 - Ernesto Figueiredo : 1966 - Héctor Yazalde : 1974 et 1975 - Rui Jordão : 1980 - Manuel Fernandes : 1986 - Paulinho Cascavel : 1988 - Jorge Cadete : 1993 - Mário Jardel : 2002 - Liédson : 2005 et 2007 - Bas Dost : 2017 - Pedro Gonçalves : 2021 - Viktor Gyökeres : 2024 - Soulier d'or européen (2) : - Héctor Yazalde : 1974 (46 buts) - Mário Jardel : 2002 (42 buts) | - Championnat de Lisbonne (18) - Champion : 1914, 1918, 1921, 1922, 1924, 1927, 1930,1933, 1934, 1935, 1936, 1937, 1938, 1940, 1941, 1942, 1944, 1946 - Coupe d'Honneur (31): 1914/15, 1915/16, 1916/17, 1921/22, 1922/23, 1924/25, 1927/28, 1930/31, 1933/34, 1934/35, 1935/36, 1936/37, 1937/38, 1938/39, 1940/41, 1941/42, 1942/43, 1944/45, 1946/47, 1947/48, 1948/48, 1949/50, 1961/62, 1963/64, 1965/66, 1970/71, 1984/85, 1990/91, 1991/92, 2013/14, 2014/15 - Championnat de Réserves (42) - Champion : 1911/12, 1916/17, 1922/23, 1923/24, 1924/25, 1925/26, 1927/28, 1929/30, 1931/32, 1932/33, 1932/1933, 1933/34, 1934/35, 1936/37, 1937/38, 1939/40, 1941/42, 1943/44, 1945/46, 1946/47, 1947/48, 1950/51, 1951/52, 1952/53, 1954/55, 1958/59, 1959/60, 1960/61, 1961/62, 1966/67, 1967/68, 1968/69, 1972/73, 1982/83, 1983/84, 1984/85, 1985/86, 1987/88, 1989/90, 1990/91, 1991/92, 1993/94 |  |

Compétitions amicales
- Trophée Teresa-Herrera : 1961[12]
- Trophée Ibérique : 1967, 1970[13]
- Trophée international Montilla-Moriles : 1969[14]
- Tournoi international de Lisbonne : 1984[15]
- Tournoi international de la Real Sociedad : 1991[16]
- Trophée Ibérique : 2000[17]
- Trophée Ville de Vigo : 2001[18]
- Trophée Colombino : 2006[19]
- Trophée Cinco Violinos[20] : 2012, 2013, 2014, 2015, 2016, 2017, 2021, 2023, 2024
- Tournoi de Guadiana : 2005, 2006, 2008[21]
- Tournoi Luso-Britannique[22] : 1971
- Tournoi Póvoa de Varzim[23] : 1979
- Tournoi du 1300e anniversaire de la Bulgarie[24] : 1981
- Tournoi de Viseu[25] : 1983
- Coupe Euro-Lusa[26] : 2003
- Coupe Ville de Caracas[27] : 1981
- Barclays New York Challenge : 2010 (en)
- Pepe Super Cup[28] : 2012
- Trophée Pedro Pauleta[29] : 2014

Compétitions juniors
- Tournoi de Bellinzone (U19/U20) : 2008[30]
- Tournoi juniors de Roubaix (U21)[31] : 1969
- Tournoi espoirs de Monthey (U20)[32] : 1990
- Tournoi de Saint-Joseph (U18)[33] : 1990
- Coupe des Rois (indoor)[34] : 2003

## Coefficient UEFA
Au classement des clubs UEFA (17 août 2025), le Sporting CP est classé 24e.

## Joueurs et personnalités du club

### Présidents
- 30 - Valadão Chagas (04/04/1973 - 05/04/1973)
- 31 - Manuel Nazareth (05/04/1973 - 07/09/1973)
- 32 - João Rocha (07/09/1973 - 03/10/1986)
- 33 - Amado de Freitas (03/10/1986 - 28/06/1988)
- 34 - Jorge Gonçalves (28/06/1988 - 01/07/1989)
- 35 - Sousa Cintra (01/07/1989 - 02/06/1995)
- 36 - Santana Lopes (02/06/1995 - 10/04/1996)
- 37 - José Roquete (10/04/1996 - 01/08/2000)
- 38 - Dias da Cunha (01/08/2000 - 19/10/2005)
- 39 - Filipe Soares Franco (19/10/2005 - 05/06/2009)
- 40 - José Eduardo Bettencourt (06/06/2009 - 26/03/2011)
- 41 - Godinho Lopes (27/03/2011 - 23/03/2013)
- 42 - Bruno de Carvalho (23/03/2013 - 23/06/18)
- 43 - Frederico Varandas (depuis 07/18)

### Entraîneurs
| - 1916-1917 : Francisco Stromp - 1919-1922 : Charlie Bell - 1922-1924 : Augusto Sabbo (en) - 1925-1926 : Julius Lelovtic - 1926-1927 : Augusto Sabbo (en) - 1927-1928 : Filipe dos Santos - 1928-1930 : Charlie Bell - 1930-1931 : Filipe dos Santos - 1931-1933 : Arthur John - 1933-1934 : Rudolf Jeny - 1934-1935 : Filipe dos Santos - 1935-1937 : Wilhelm Possak - 1937-1945 : József Szabó - 1945 : Joaquim Ferreira - 1945-1946 : Cândido de Oliveira - 1946-1947 : Bob Kelly - 1947-1949 : Cândido de Oliveira - 1949-1950 : Sándor Peics - 1950-1953 : Randolph Galloway - 1953 : Álvaro Cardoso (intérim.) - 1953-1954 : József Szabó - 1954 : Tavares da Silva - 1954-1956 : Alejandro Scopelli - 1956-1957 : Abel Picabéa (en) - 1957-1959 : Enrique Fernandez - 1959-1960 : Fernando Vaz - 1960 : Mário Imbelloni (intérim.) - 1960-1961 : Alfredo Gonzalez - 1961 : Otto Glória - 1961-1963 : Juca - 1963-1964 : Gentil Cardoso - 1964 : Anselmo Fernandez - 1964 : Jean Luciano - 1964-1965 : Juca (intérim.) - 1965 : Armando Ferreira - 1965-1966 : Otto Glória - 1966-1967 : Fernando Argila - 1967 : Armando Ferreira - 1967-1969 : Fernando Caiado - 1969 : Mário Lino (intérim.) - 1969 : Armando Ferreira - 1969-1972 : Fernando Vaz | - 1972 : Ronnie Allen - 1972-1974 : Mário Lino - 1974 : Osvaldo Silva (intérim.) - 1974 : Alfredo Di Stéfano - 1974-1975 : Osvaldo Silva - 1975 : Fernando Riera - 1975-1976 : Juca - 1976-1977 : Jimmy Hagan - 1977-1978 : Paulo Emilio - 1978 : José Rodrigues Dias - 1978-1979 : Milorad Pavić - 1979 : José Rodrigues Dias - 1979-1980 : Fernando Mendes - 1980-1981 : Srećko Radišić - 1981-1982 : Malcolm Allison - 1982-1983 : António Oliveira - 1983-1984 : Jozef Vengloš - 1984 : Marinho (intérim.) - 1984-1985 : John Toshack - 1985 : Pedro Gomes (intérim.) - 1985-1987 : Manuel José - 1987 : Marinho (intérim.) - 1987-1988 : Keith Burkinshaw - 1988 : António Morais - 1988-1989 : Pedro Rocha - 1989 : Vítor Damas (intérim.) - 1989 : Manuel José - 1989 : Vítor Damas (intérim.) - 1989-1990 : Raul Águas - 1990-1992 : Marinho Peres - 1992 : António Dominguez (intérim.) - 1992-1994 : Bobby Robson - 1994-1996 : Carlos Queiroz - 1996 : Fernando Mendes - 1996 : Octávio Machado - 1996 : Robert Waseige - 1996-1997 : Octávio Machado - 1997 : Francisco Vital (intérim.) - 1997 : Vicente Cantatore - 1998 : Carlos Manuel - 1998-1999 : Mirko Jozić - 1999 : Giuseppe Materazzi | - 1999-2001 : Augusto Inácio - 2000-2001 : Fernando Mendes - 2001 : Manuel Fernandes - 2001-2003 : László Bölöni - 2003-2004 : Fernando Santos - 2004-2005 : José Peseiro - 2005-2009 : Paulo Bento - 2009 : Leonel Pontes (en) (intérim.) - 2009-2010 : Carlos Carvalhal - 2010-2011 : Paulo Sérgio - 2011 : Alberto Cabral (pt) (intérim.) - 2011 : José Couceiro - 2011-2012 : Domingos Paciência - 2012 : Ricardo Sá Pinto - 2012 : Oceano (intérim.) - 2012-2013 : Franky Vercauteren - 2013 : Jesualdo Ferreira - 2013-2014 : Leonardo Jardim - 2014-2015 : Marco Silva - 2015-2018 : Jorge Jesus - 2018 (10 jours) : Siniša Mihajlović - 2018 : José Peseiro - nov 2018 : Tiago Fernandes (en) (intérim.) - 2018-août 2019 : Marcel Keizer - sept 2019 : Leonel Pontes (en) (intérim.) - sep. 2019-mars 2020 : Silas - mars 2020-novembre 2024 : Rúben Amorim - nov 2024-dec 2024 : João Pereira - dec 2024 : Rui Borges |

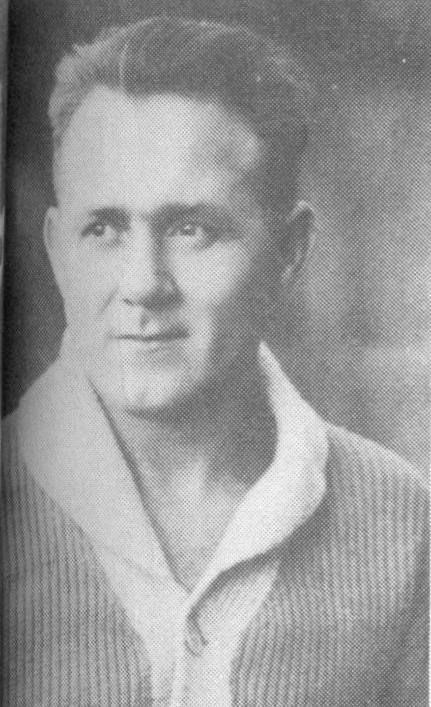
Rudolf Jeny
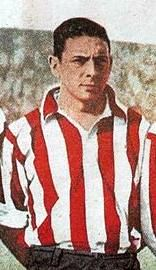
Alejandro Scopelli
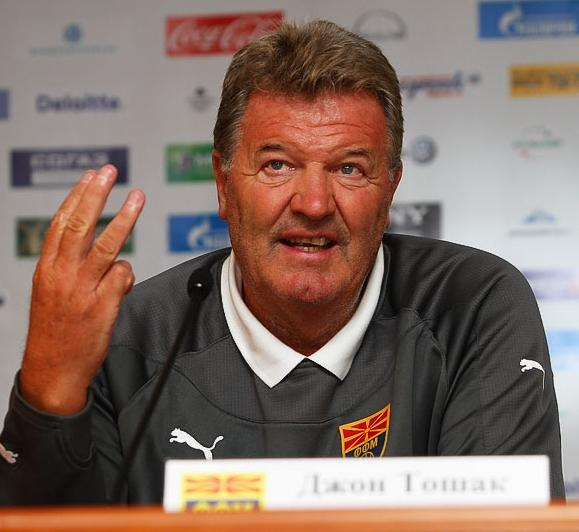
John Toshack
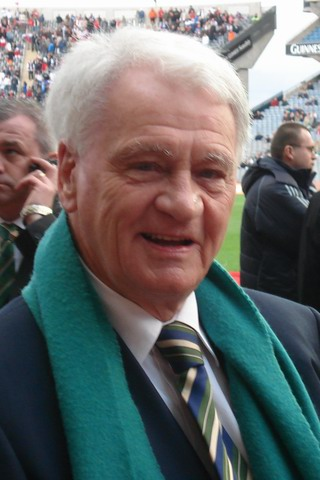
Bobby Robson
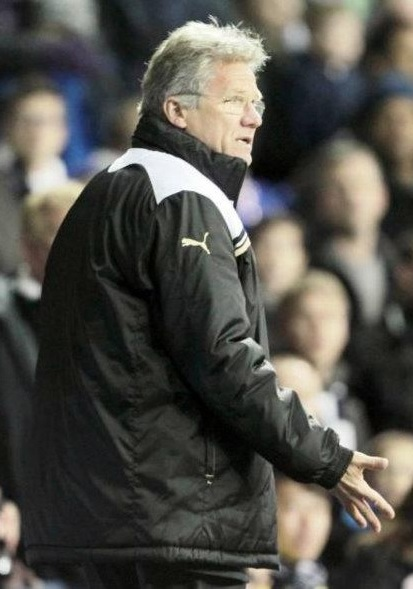
László Bölöni
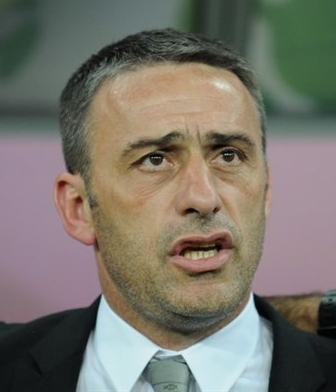
Paulo Bento
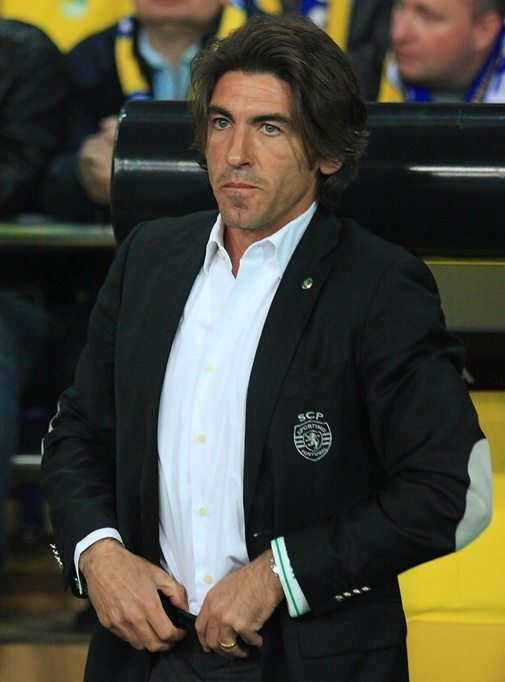
Ricardo Sá Pinto
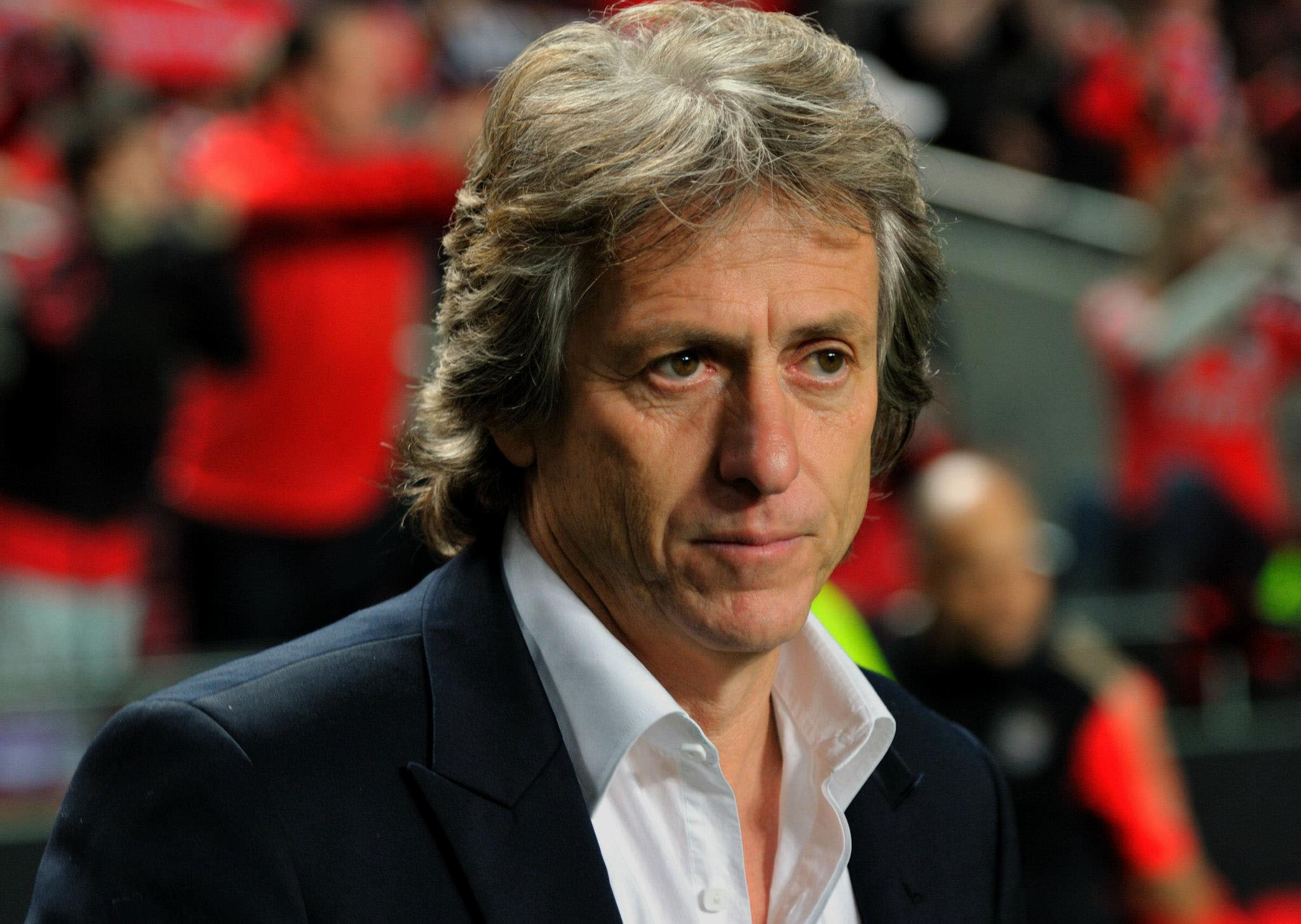
Jorge Jesus
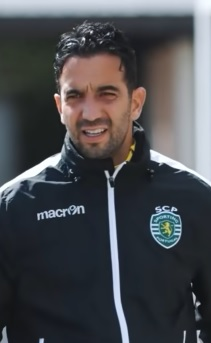
Rúben Amorim
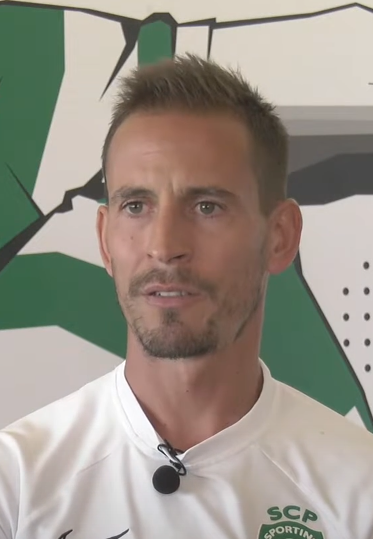
João Pereira

### Un centre de formation réputé mondialement
En plus de faire partie des trois Grands du Portugal (trois plus Grands clubs portugais), le Sporting Clube de Portugal possède un centre de formation de réputation mondiale ayant formé de grandes légendes du football.
L'Academia Sporting a été reconnue comme l'un des meilleurs centres de formation du monde par Luiz Felipe Scolari (ancien sélectionneur national du Portugal) et José Pekerman (ancien sélectionneur national de l'Argentine).
L'Academia Sporting est un des centres de formation les plus réputés du Monde, et peut notamment se targuer d'avoir formé Luís Figo et Cristiano Ronaldo, tous les deux Ballon d'or et FIFA World Player. Le Sporting Clube de Portugal est l'unique club à avoir formé deux joueurs « Ballon d'Or ».
La légende portugaise Eusébio, premier footballeur portugais à remporter le Ballon d'Or et ainsi devenir le meilleur joueur du monde en 1965 a été parrainé à l'âge de quinze ans par le Sporting Clube de Portugal lorsqu'il jouait au SC Lourenço Marques (Mozambique) afin d'intégrer l'Academia Sporting. Repéré par des émissaires du Benfica Lisbonne, il débarque donc au Portugal le 16 décembre 1960, à l'âge de dix-huit ans, sous surveillance rapprochée en raison de la crainte des dirigeants du Benfica de voir les dirigeants du Sporting le reprendre. Cet épisode a contribué à amplifier la grande rivalité entre les deux grands clubs de Lisbonne qui est toujours d'actualité.
De tous les joueurs convoqués pour l'Euro 2012, toutes sélections confondues, le Sporting est le club qui compte le plus de joueurs issus de son centre de formation (10 joueurs), devançant ainsi la prestigieuse Masia du FC Barcelone (9 joueurs).
Principaux joueurs formés au Sporting Clube de Portugal

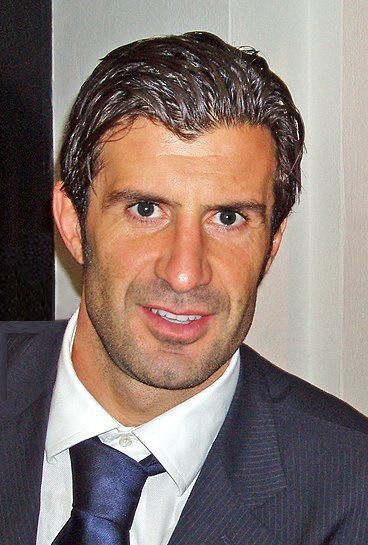
Luís Figo Ballon d'or 2000, Vice-Champion d'Europe de football 2004.
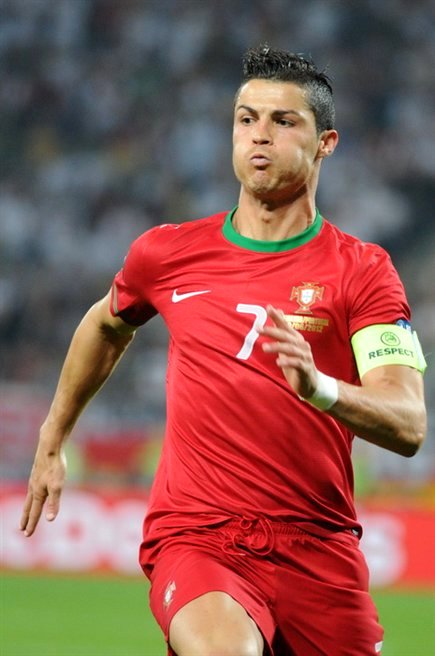
Cristiano Ronaldo, Ballon d'or 2008, 2013, 2014, 2016 et 2017 Vice-Champion d'Europe de football 2004, Champion d'Europe de football 2016.
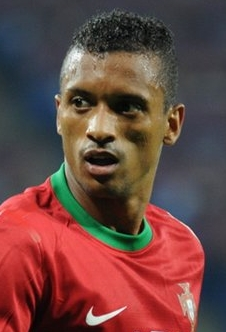
Nani, Meilleur Passeur de Premier League en 2011, Champion d'Europe de football 2016.
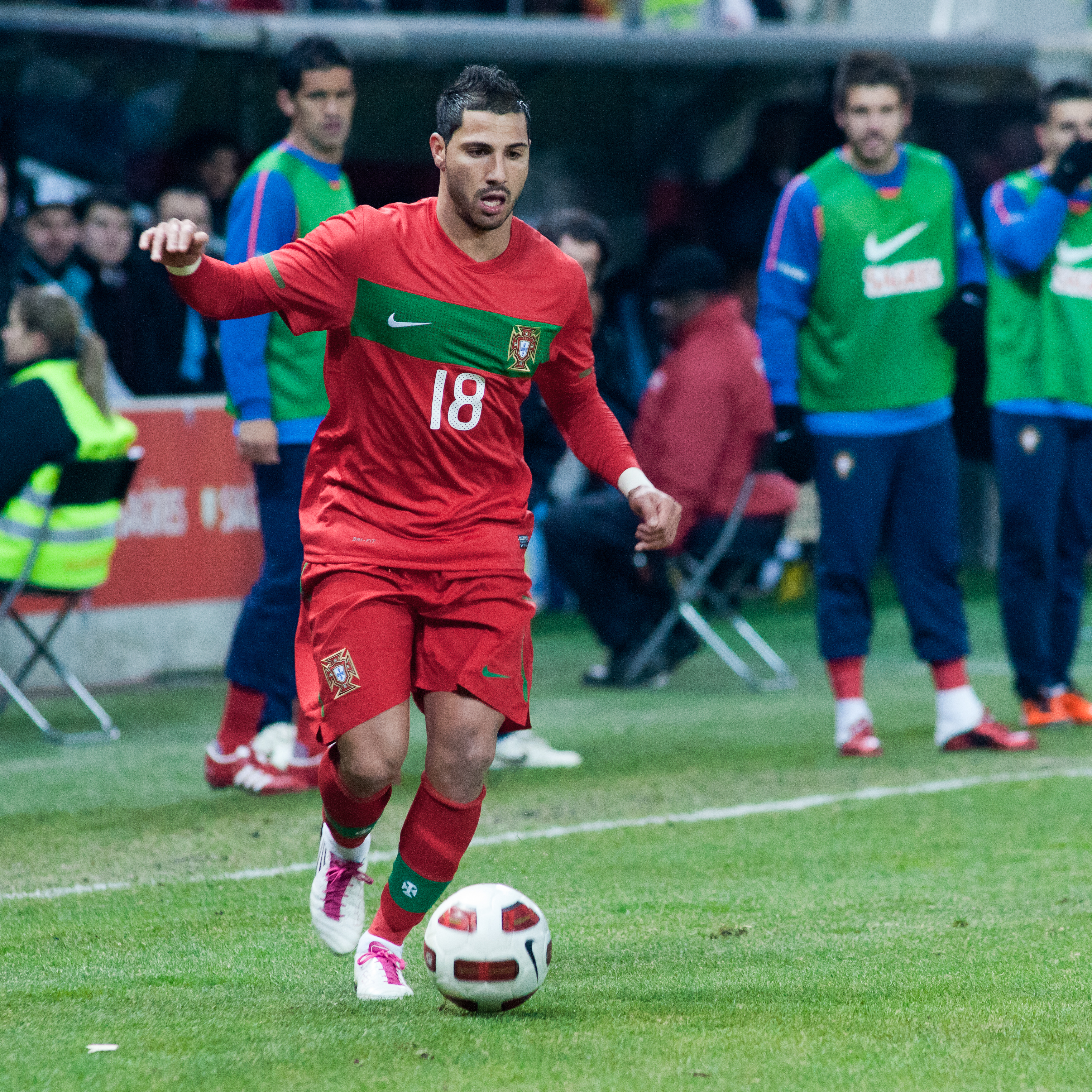
Quaresma, Champion d'Europe de football 2016.
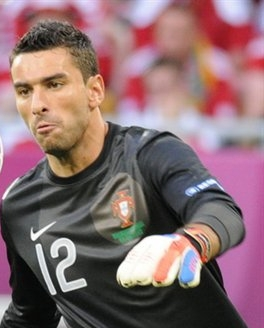
Rui Patrício, Champion d'Europe de football 2016.
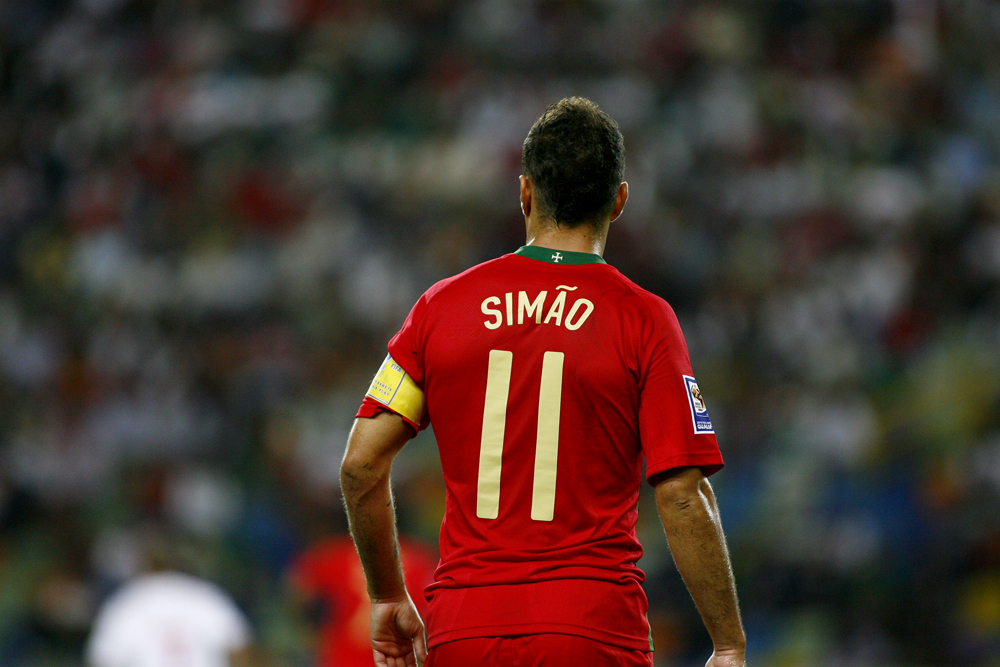
Simão.
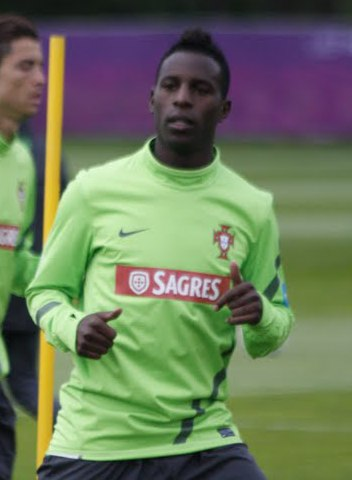
Varela.
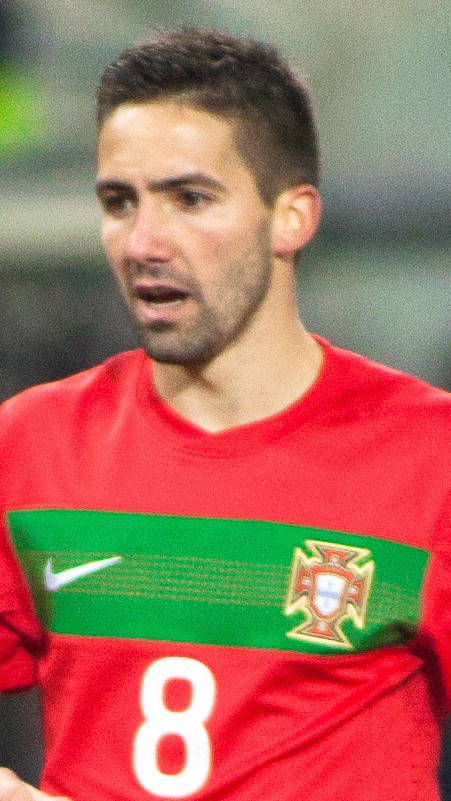
João Moutinho, Champion d'Europe de football 2016.
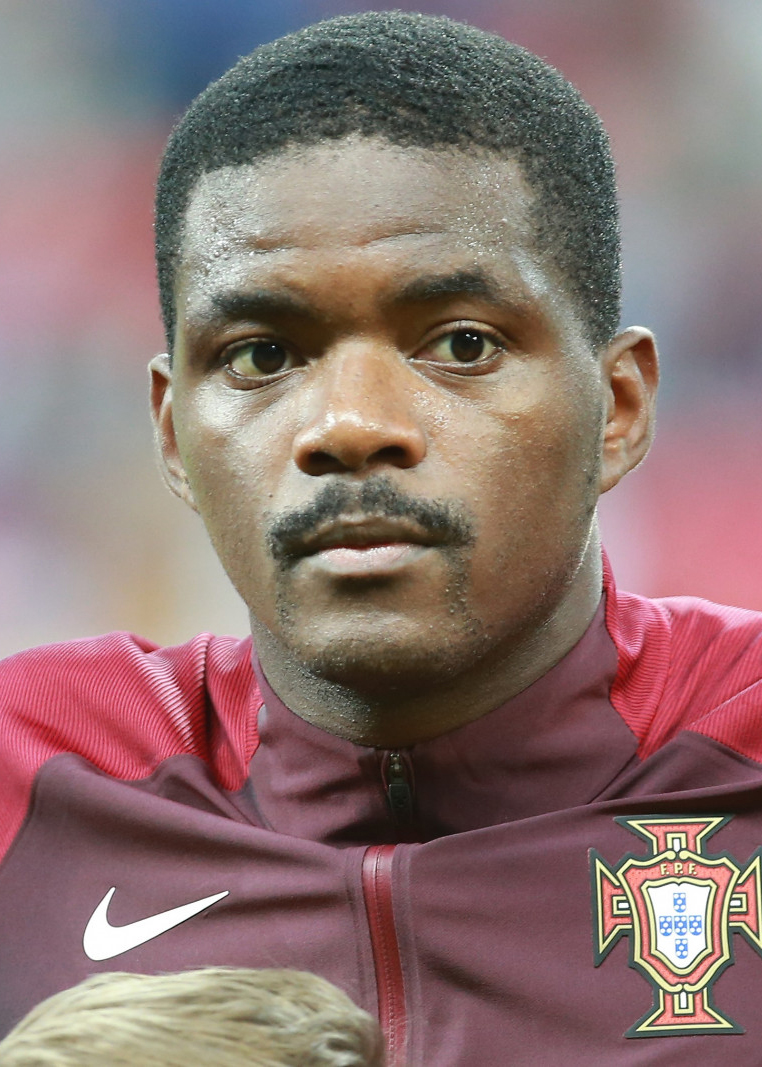
William Carvalho, Vice-champion d'Europe de football espoir 2015, Champion d'Europe de football 2016.
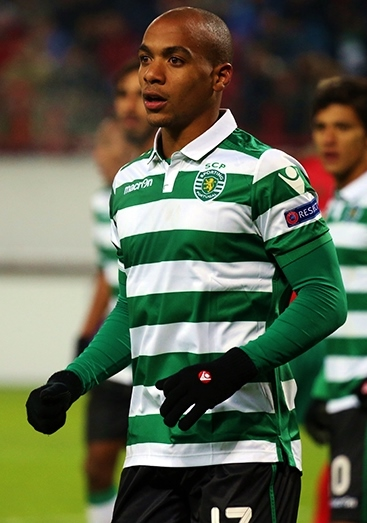
João Mário, Vice-champion d'Europe de football espoir 2015, Champion d'Europe de football 2016.
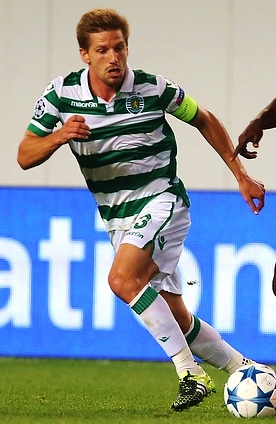
Adrien Silva, Champion d'Europe de football 2016.
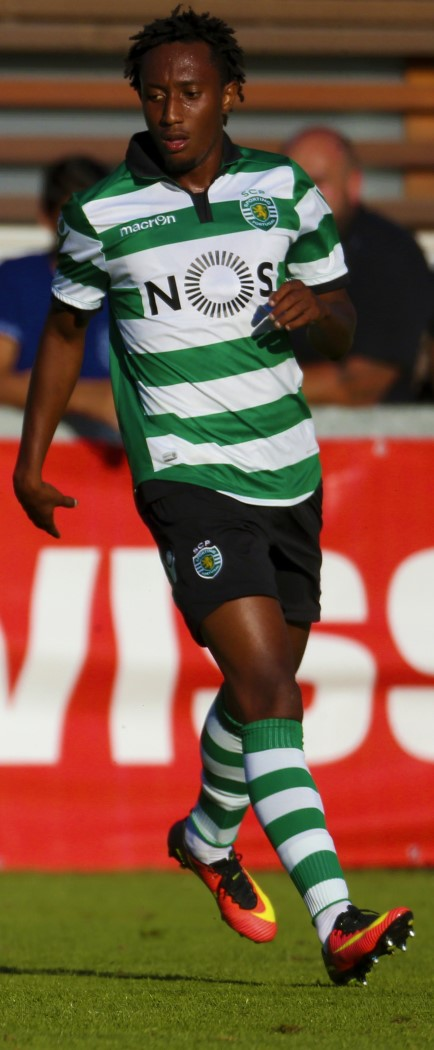
Gelson Martins.
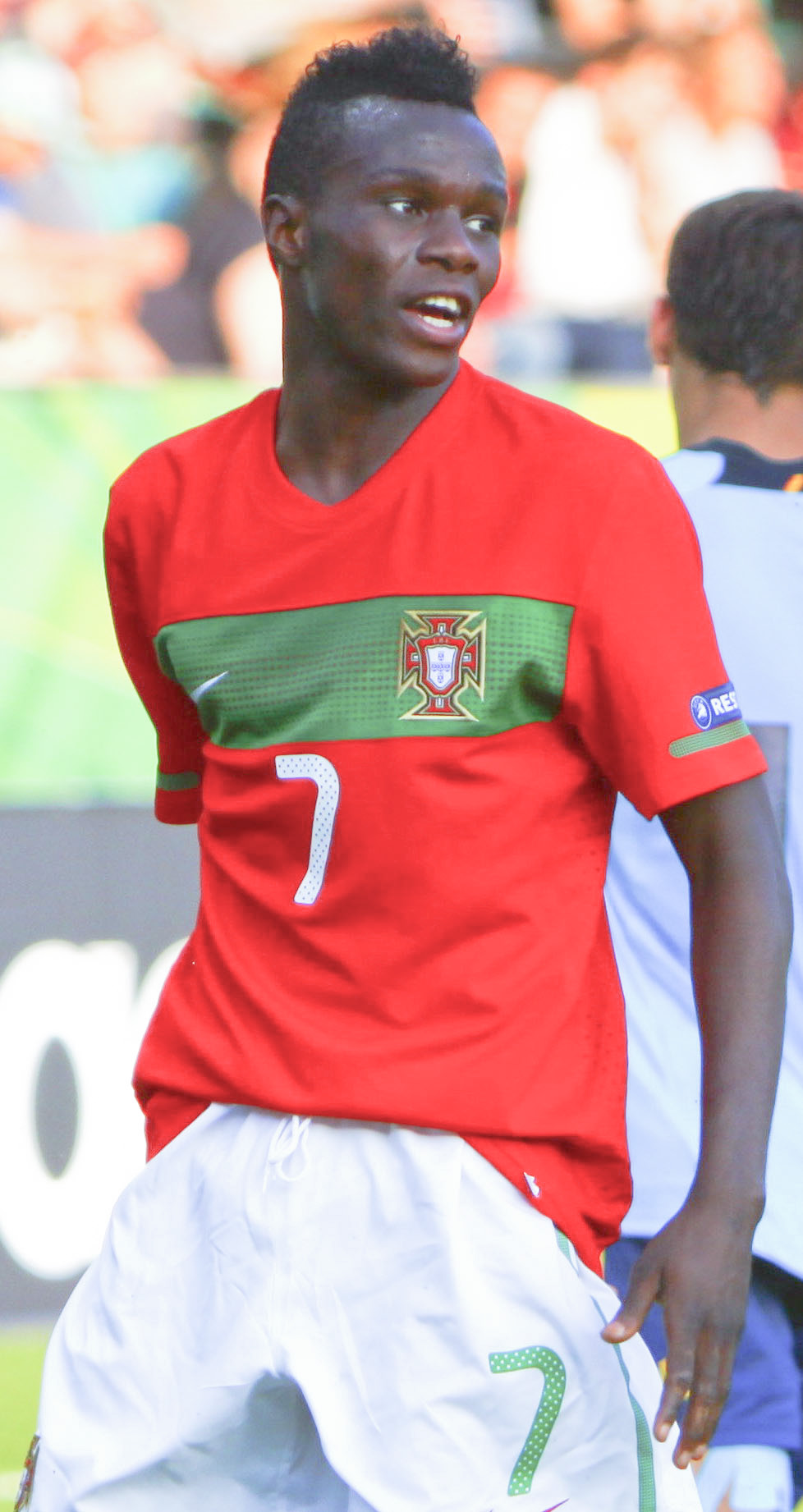
Bruma.
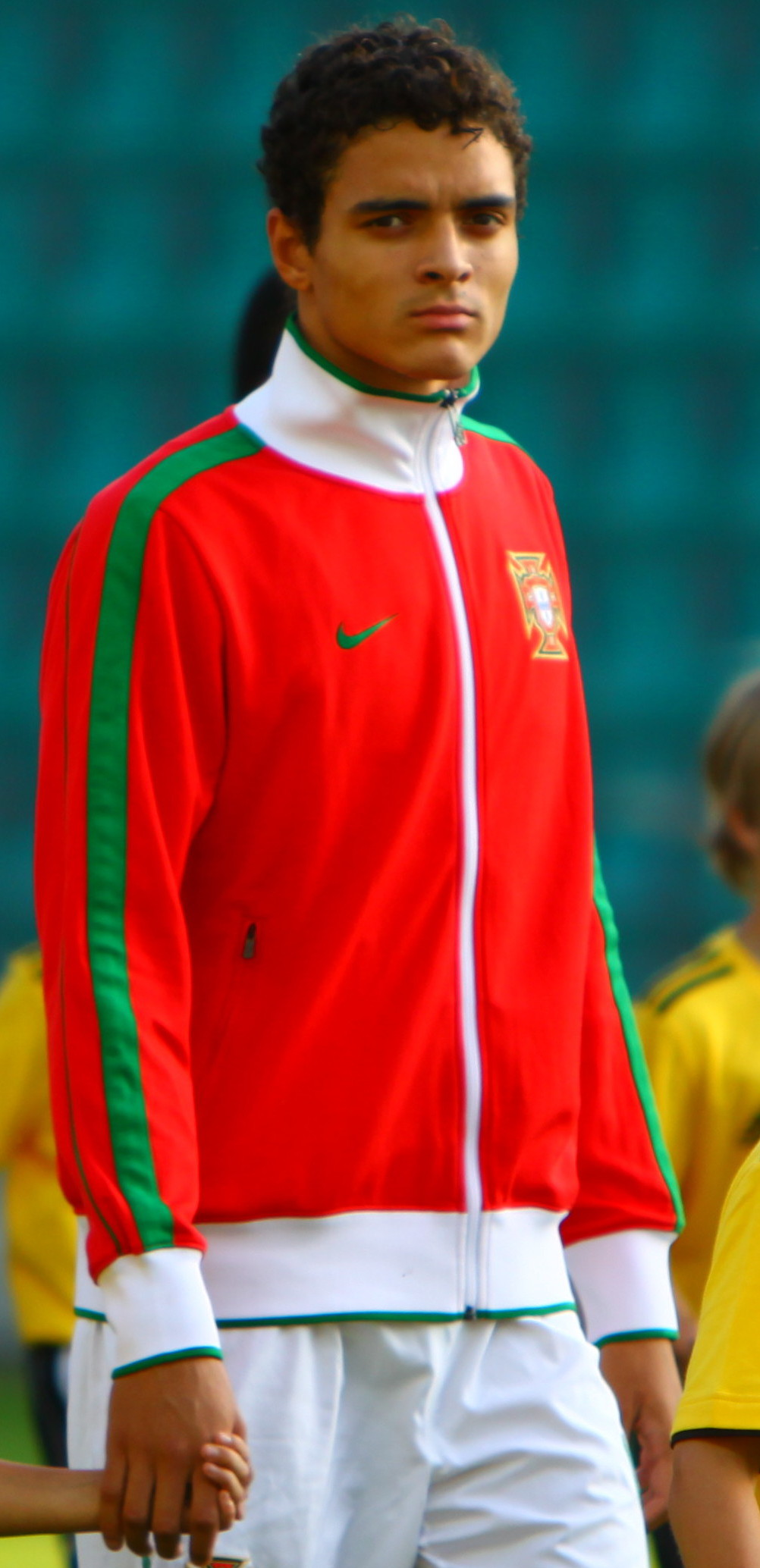
Tiago Ilori, Vice-champion d'Europe de football espoir 2015.
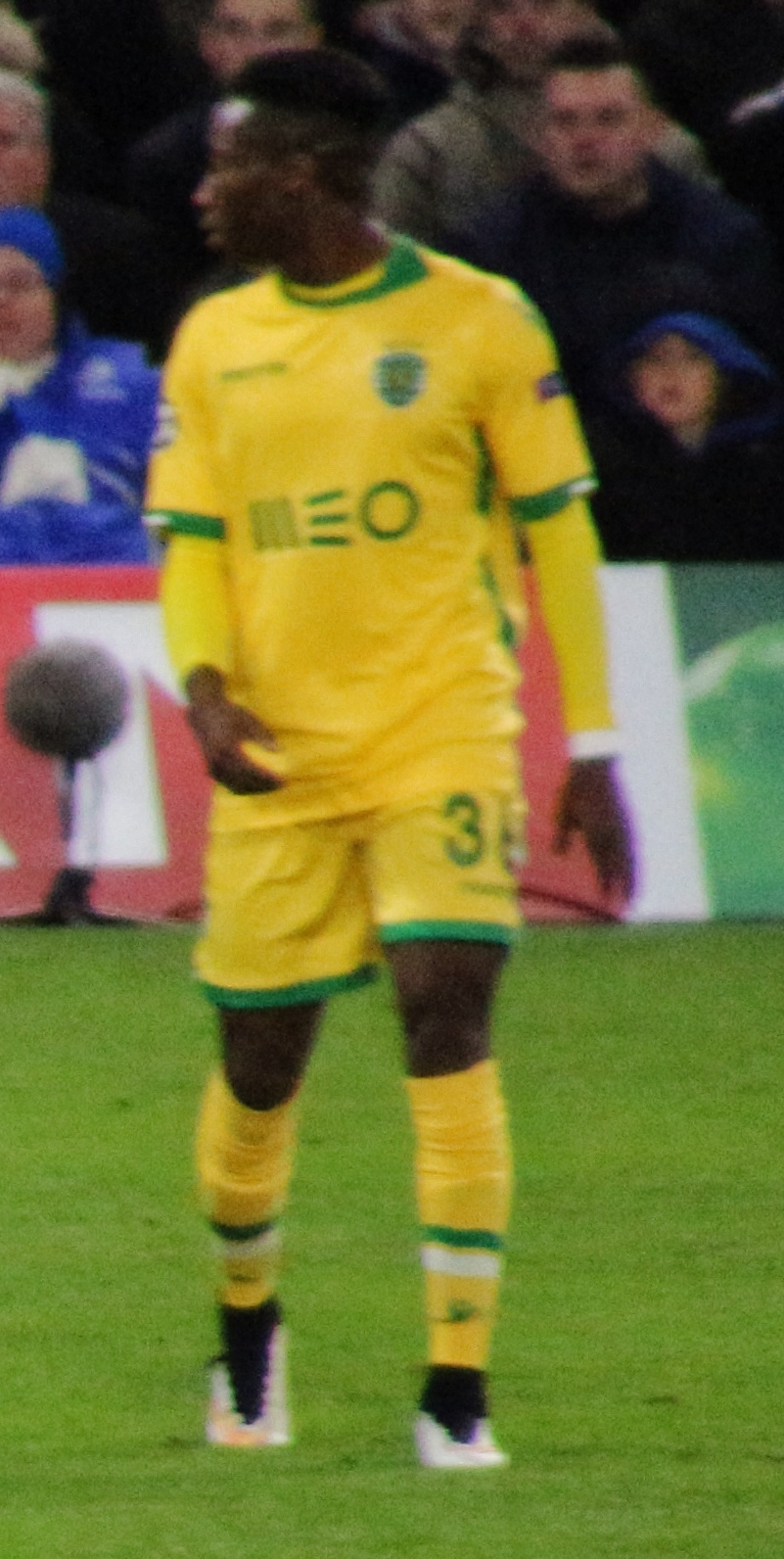
Carlos Mané, Vice-champion d'Europe de football espoir 2015.
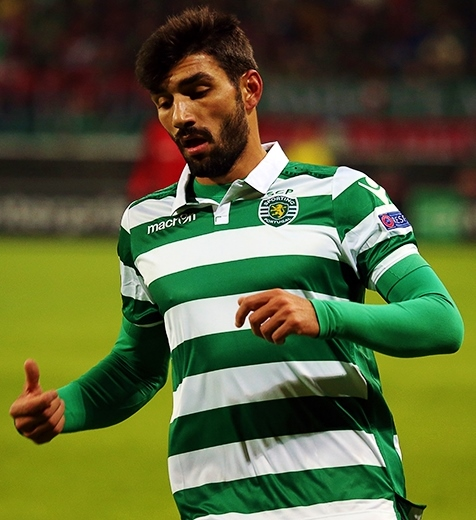
Ricardo Esgaio, Vice-champion d'Europe de football espoir 2015.
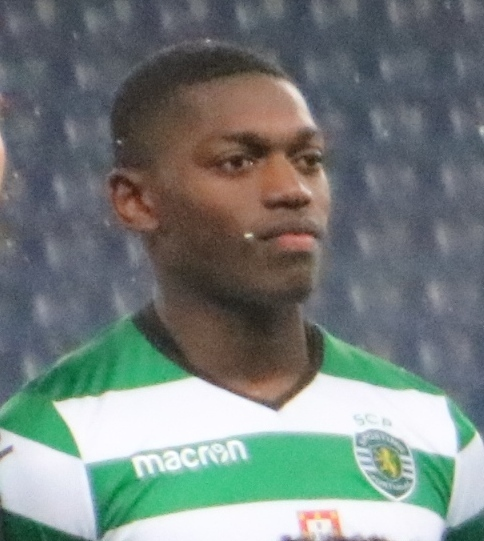
Rafael Leão, Vice-champion d'Europe de football espoir 2021.

## Transferts

### Transferts les plus chers de l'histoire du Sporting Clube de Portugal
| Arrivées |                 |           |                    |       |
| Rang     | Joueur          | Indemnité | Provenance         | Année |
| 1er      | Viktor Gyökeres | 20 M€     | Coventry City      | 2023  |
| 2e       | Morten Hjulmand | 18 M€     | US Lecce           | 2023  |
| 3e       | Paulinho        | 16 M€     | SC Braga           | 2021  |
| 4e       | Pedro Gonçalves | 13,5 M€   | FC Famalicão       | 2020  |
| 5e       | Manuel Ugarte   | 12,5 M€   | FC Famalicão       | 2021  |
| 6e       | Bas Dost        | 11,85 M€  | VfL Wolfsburg      | 2016  |
| 7e       | Luciano Vietto  | 11 M€     | Atlético de Madrid | 2019  |
| 8e       | Jerry St. Juste | 10 M€     | FSV Mayence        | 2022  |
| 9e       | Rúben Vinagre   | 10 M€     | Wolverhampton FC   | 2022  |
| 10e      | Bruno Fernandes | 9,70 M€   | UC Sampdoria       | 2017  |

| Départs |                 |           |                     |       |
| Rang    | Joueur          | Indemnité | Destination         | Année |
| 1er     | Viktor Gyökeres | 65,76 M€  | Arsenal FC          | 2025  |
| 2e      | Bruno Fernandes | 65 M€     | Manchester United   | 2020  |
| 3e      | Manuel Ugarte   | 60 M€     | Paris Saint-Germain | 2023  |
| 4e      | Matheus Nunes   | 47,4 M€   | Wolverhampton FC    | 2022  |
| 5e      | João Mário      | 44,78 M€  | Inter Milan         | 2016  |
| 6e      | Pedro Porro     | 40 M€     | Tottenham Hotspur   | 2023  |
| 7e      | Nuno Mendes     | 38 M€     | Paris Saint-Germain | 2022  |
| 8e      | Islam Slimani   | 31 M€     | Leicester City      | 2016  |
| 9e      | Nani            | 25,5 M€   | Manchester United   | 2007  |
| 10e     | João Palhinha   | 24,90 M€  | Fulham FC           | 2022  |

## Effectif professionnel actuel
Le premier tableau liste l'effectif professionnel du Sporting CP pour la saison 2025-2026. Le second recense les prêts effectués par le club lors de cette même saison.
Note : En grisé, les sélections de joueurs internationaux chez les jeunes mais n'ayant jamais été appelés aux échelons supérieurs une fois l'âge-limite dépassé
ou les joueurs ayant pris leur retraite internationale.